# Mabahith
Le Mabahith (en arabe : 'المباحث العامة) est une police secrète de l'Arabie saoudite.

## Rôle
Selon Human Rights Watch, les membres de la Mabahith sont chargés d'arrêter les opposants politiques et autres, ou présumés comme tel, puis de les interroger. Les agents de la Mabahith opèrent en toute impunité et sont responsables d'un large éventail de violations des droits de l'homme, y compris des arrestations arbitraires, la détention au secret et la torture.
Les membres de la Mabahith auraient été responsables de la torture de détenus occidentaux arrêtés lors d'une campagne à la voiture piégée qui a commencé en 2000. Deux membres en particulier, Khalid al-Saleh et Ibrahim al-Dali, ont été nommés par William Sampson dans son action en justice contre le gouvernement saoudien. Toutefois, Sampson et d'autres ont perdu leur cause devant la Haute Cour de justice du Royaume-Uni, les Saoudiens ayant utilisé, comme défense, la loi de 1978 relative à l'immunité des États.
Le service a arrêté des activistes des droits de l'homme, des activistes religieux et des opposants ou contestataires comme le cheikh Nimr Baqr al-Nimr, un opposant chiite au régime saoudien, et son neveu Ali Mohammed al-Nimr condamnés à mort et en attente d'exécution en 2015.

## Prisons
- La prison d'Al Hayer[4] qui est utilisée par la Mabahith.

- La prison Ulaysha (en) gérée par la Mabahith pour des détentions arbitraires.  Khaled al-Johani (en) un professeur d'enseignement religieux y a été incarcéré sans inculpation ni jugement, pendant près d'un an, pour avoir demandé publiquement des libertés et la démocratie lors des manifestations saoudiennes, en 2011, durant le printemps arabe[5]. On soupçonne que plusieurs membres fondateurs du parti islamique Oumma (en) soient détenues arbitrairement dans cette prison depuis 2011.